# Hawke (cràter)
Hawke és un cràter d’impacte de la Lluna que es troba a l’hemisferi sud, a l'extrem de la Lluna. Es troba dins del cràter més gran Grotrian, situat al nord del gran cràter Schrödinger, dins del radi de la manta d'ejeccions exterior d’aquesta formació.

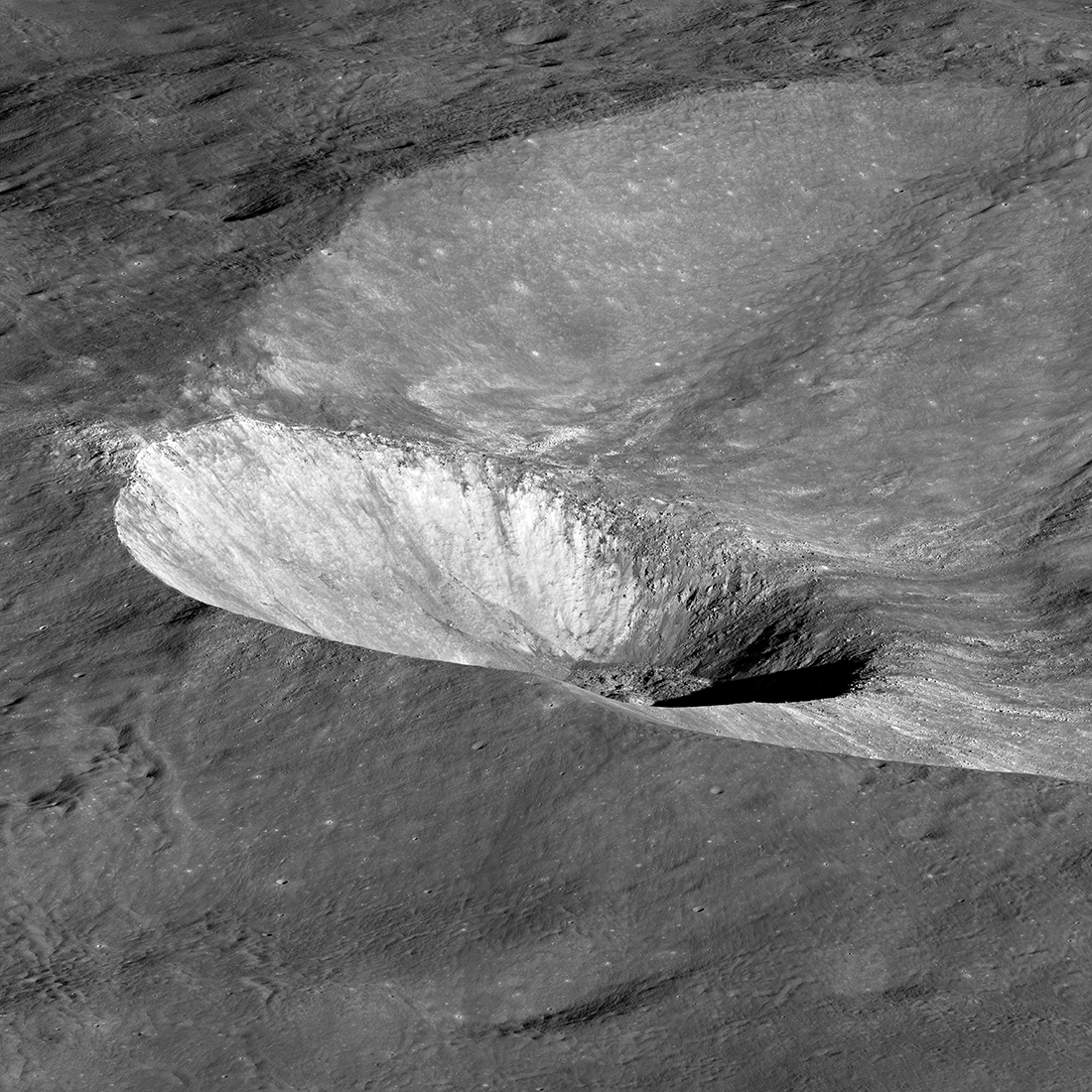
Vista obliqua de Hawke des de LRO

El nom del cràter va ser aprovat per la UAI el 16 de març de 2018. Porta el nom del científic lunar estatunidenc Bernard Ray Hawke (1946-2015).